# Leeds Festival Chorus
Der Leeds Festival Chorus ist ein  gemischter Chor aus Leeds, West Yorkshire, England mit etwa 170 Mitgliedern.

## Geschichte
Der Leeds Festival Chorus wurde 1858 gegründet, als Queen Victoria die Leeds Town Hall eröffnete. Er sang am ersten Leeds Festival für klassische Musik und  wurde für die darauf folgenden Festivals immer neu zusammengestellt.
Im Jahr 1985 wurde der Chor unabhängig und feierte 2008 sein 150. Jubiläum mit der Uraufführung eines Auftragswerks von Judith Bingham. Im Februar 2003 sang der Chorus den Chorpart aus Mozarts Requiem in der britischen Erstaufführung des Ballets Requiem!! von Birgit Scherzer für das Northern Ballet Theatre. Im Dezember 2007 sang der Chor Händel Messiah wieder in der Leeds Town Hall zusammen mit der Northern Sinfonia. Das Werk wurde zum ersten Mal kurz nach der Eröffnung der Town Hall im Jahr 1858 vom Chor am gleichen Ort aufgeführt.
Zum Repertoire gehören Werke von  J.S. Bach, Beethoven, Berlioz, Sir Peter Maxwell Davies, Elgar, Hindemith, Mahler, Mozart, Poulenc, Rossini, Schubert, Richard Strauss, Schönberg, Tallis, Verdi. Der Leeds Festival Chorus arbeitete mit dem English Chamber Orchestra, dem Hallé Orchestra, dem BBC Symphony Orchestra, der Northern Sinfonia, dem Orchester der Opera North und dem London Chamber Orchestra zusammen. Auftragswerke für den Chor waren Antonín Dvořáks St. Ludmilla und Edward Elgars Caractacus sowie William Waltons Belshazzar’s Feast, das unter der Leitung von Sir Malcolm Sargent zur Uraufführung kam.
Neben den  Konzerten in der Leeds Town Hall, z. T. als Beitrag zur Leeds International Concert Season, ist der Chor in der Bridgewater Hall in Manchester aufgetreten, sowie im York Minster und der Royal Albert Hall in London im Rahmen der BBC-Proms und im Sommer 2013 in Venedig. Der Chor ist gelegentlich im BBC Radio 3 zu hören.
Der Leeds Festival Chorus wurde u. a. von Arthur Sullivan, Thomas Beecham, John Barbirolli, Carlo Maria Giulini, Jascha Horenstein,  Hans Richter, Pierre Boulez, Charles Mackerras, Colin Davis, John Eliot Gardiner, Yan Pascal Tortelier, Mark Elder, Roger Norrington, John Lubbock und Andrew Davis geleitet. Simon Wright ist derzeit Dirigent und künstlerischer Leiter des Leeds Festival Chorus.